# ألبرت كوري
ألبرت كوري (بالفرنسية: Albert Corey)‏ هو عداء مسافات طويلة أمريكي وفرنسي، ولد في 16 أبريل 1878 في Meursault ‏ في فرنسا، وتوفي في 3 أغسطس 1926 في باريس في فرنسا.

## وصلات خارجية
- ألبرت كوري على موقع اللجنة الأولمبية الدولية (الإنجليزية)
- ألبرت كوري على موقع أوليمبيديا (الإنجليزية)